# Пршикрыл, Томаш
Томаш Пршикрыл (чеш. Tomáš Přikryl; род. 4 июля 1992, Оломоуц, Североморавский край) — чешский футболист, полузащитник клуба «Варта».

## Клубная карьера
Пршикрыл начал карьеру в клубе «Сигма». 8 августа 2010 года в матче против «Усти-над-Лабем» он дебютировал за новую команду в Гамбринус лиге. 7 марта 2011 в поединке против «Баника» Томаш забил свой первый гол за «Сигму». В начале 2012 года Пршикрыл перешёл в столичную «Спарту». 3 марта в матче против «Виктории Пльзень» он дебютировал за новую команду. Через неделю в поединке против «Виктории Жижков» Томаш забил свой первый гол за «Спарту». В 2014 году он помог команде выиграть чемпионат и завоевать Кубок Чехии. В начале 2015 года Пршикрыл на правах аренды перешёл в столичную «Дуклу». 22 марта в матче против «Богемианс 1905» он дебютировал за новую команду. 23 мая в поединке против «Теплице» Томаш забил свой первый гол за «Дуклу».
В начале 2016 года Пршикрыл подписал контракт с «Младой-Болеслав». 14 февраля в матче против «Баника» он дебютировал за новую команду. 22 апреля в поединке против своего бывшего клуба «Сигмы» Томаш забил свой первый гол за «Младу-Болеслав».

## Карьера в сборной
В 2011 году Пршикрыл в составе юношеской сборной Чехии занял второе место на юношеском чемпионате Европы в Румынии. На турнире он сыграл в матчах против команд Румынии, Греции, Ирландии, Сербии и Испании. В поединках против греков, ирландцев и сербов Томаш забил по голу.
В 2015 году в составе молодёжной сборной Чехии Пршикрыл принял участие в домашнем молодёжном чемпионате Европы. На турнире он сыграл в матчах против сборных Дании, Сербии и Германии.

## Достижения
«Спарта» (Прага)
- Чемпионат Чехии по футболу — 2013/14
- Обладатель Кубка Чехии — 2013/14
- Обладатель Суперкубка Чехии — 2014

 Чехия (до 19)
- Юношеский чемпионат Европы — 2011